# Leopold Joura
Leopold Joura (3. července 1907, Stařeč – 13. prosince 1962) byl český geograf a filolog–albanista.

## Biografie
Leopold Joura se narodil v roce 1907 ve Starči. V roce 1928 absolvoval gymnázium v Třebíči a roku 1932 filozofickou fakultu Univerzity Karlovy v Praze, kde získal pedagogickou aprobaci pro dějepis, češtinu a těsnopis. Působil jako pedagog na několika obchodních akademiích, např. v Olomouci. V roce 1945 nastoupil jako přednášející na Vysokou školu obchodní, v roce 1949 absolvoval studijní pobyt ve Skandinávii a následně ve Švýcarsku. V roce 1951 přešel na Univerzitu Karlovu, kde přednášel albánštinu a dějiny Albánie. V roce 1954 byl habilitován jako docent na katedře společenských věd Vyšší pedagogické školy v Ústí na Labem, tam se věnoval také založení výuky zeměpisu, v roce 1961 pod jeho vedením vznikla katedra zeměpisu–dějepisu–přírodopisu a prací na pozemku. V témže roce začal pracovat na Univerzitě Palackého v Olomouci a roku 1962 nastoupil na Univerzitu 17. listopadu v Praze. Zemřel téhož roku.
Věnoval se primárně Albánii nebo geografii průmyslu či cestovního ruchu, je autorem přepisu albánštiny do češtiny a působil také jako překladatel nebo řídící pracovník Společnosti česko-albánského přátelství. Působil také jako editor nebo přispěvatel časopisů.